# احکام نظامی سنجینکون
احکام نظامی سنجینکون (انگلیسی: Senjinkun military code) یک اعلامیه نظامی به اندازه کتاب جیبی بود که در ۸ ژانویه ۱۹۴۱ به نام وزیر جنگ وقت هیدکی توجو برای سربازان صادر و چاپ شد و کاربرد آن آغاز وقوع جنگ اقیانوس آرام بود. به عنوان مکمل فرمان امپراتوری برای سربازان و ملوانان در نظر گرفته شد که ارتش ژاپن ملزم به خواندن آن بود. در این اعلامیه تعدادی توصیه‌ها در زمینه مقررات نظامی، آمادگی رزمی، تقدس فرزندی، احترام به کامی در شینتو و کوکوتای فهرست شده‌است. این کدها به‌طور خاص عقب‌نشینی یا تسلیم را ممنوع کرده بودند. در این اعلامیه به‌طور خاص عقب‌نشینی یا تسلیم را ممنوع کرده بود. در این اعلامیه آمده بود «هرگز به عنوان اسیر تجربهٔ شرم نکنید» این توصیه بارها دلیل خودکشی‌های زیادی که توسط سربازان و غیرنظامیان ژاپنی انجام، ذکر شده‌است. به‌طور خاص، این اعلامیه منجر به مرگ و میرهای بالا و قابل توجهی در هنگام نبرد و تعداد بسیار کم تسلیم برای نیروهای زمینی ژاپن شد، که اغلب سربازان در هنگام شکست، حملات انتحاری انجام می‌دادند یا خودکشی می‌کردند.
همچنین به سربازان ژاپنی دستور داده شد «به کسانی که تسلیم می‌شوند رحمت کنند» - که واکنشی به رفتارهای نادرست قبلی در میدان جنگ بود.